# Serendibia cavernicola
Serendibia cavernicola es una especie de crustáceo isópodo terrestre cavernícola de la familia Philosciidae.

## Distribución geográfica
Es endémica de Socotra.